# Hamburg (Minnesota)
Hamburg – miasto w Stanach Zjednoczonych, w stanie Minnesota, w hrabstwie Carver.